# بنك إفريقيا (المغرب)
بنك أفريقيا (بالإنجليزية: Bank of Africa) هي مجموعة مصرفية مغربية، تأسس سنة 1959، تتخذ من مدينة الدار البيضاء مقرًا لها، وتُعتبر من أقدم المؤسسات المصرفية في المغرب.
كان يُعرف سابقًا باسم البنك المغربي للتجارة الخارجية، وتم تغيير اسمه إلى "بنك أفريقيا" سنة 2019، في إطار خطة استراتيجية لتوسيع أنشطته على المستوى الإقليمي، خصوصًا داخل أفريقيا.

## تاريخ المصرف
- 1959: قيام حكومة المغرب بإنشاء بنك البنك المغربي للتجارة الخارجية (la banque marocaine de comerce extérieure) بالفرنسية.
- 1973: أول مصرف مغربي يستقر بالخارج من خلال فتح وكالة بباريس.
- 1975: إدراج البنك في بورصة الدار البيضاء.
- 1995: خوصصة البنك من طرف فينونس القابضة.
- 1996: بدأت الأسواق المالية الدولية من جديد في إصدار 60 مليون دولار أسهم شهادات الإيداع الدولية البنك المغربي. أول بنك مغربي يدرج في بورصة لندن.
- 1998: خلق BMCE كابيتال، ومصرف الاستثمار والتجارة للمجموعة.
- 2000: افتتاح مكاتب تمثيلية في لندن وبكين.
- 2003: إطلاق مشروع مؤسسة العملاء كاب. افتتاح BMCE كابيتال داكار.
- 2004: المصرف التجاري والصناعي يشارك في رأس مال البنك ب10 ٪.
- 2005: إطلاق برنامج توسيع شبكة الفروع من خلال فتح 50 فرعا في عامي 2005 و2006، و 70 وكالات في عام 2007 و 100 فرعا في عام 2008.
- 2006: الاستحواذ على أكسي كابيتال التونسية. إطلاق مبادرة لإنشاء بنك ميدي كابيتال. الحصول على تصنيف Baa1 على الودائع لدى البنوك بالعملة المحلية التي منحتها وكالة موديز.
- 2007: شراء 35 ٪ من أسهم بنك أفريقيا. الحصول على الموافقة من قبل هيئة الرقابة المالية ومصرف ميدي كابيتال.
- 2008: الحصول على أكثر من 5 ٪ من جانب المصرف التجاري والصناعي في رأس مال بنك BMCE. إطلاق دائمة تابعة قرض 70 مليون دولار مع مؤسسة التمويل الدولية. إطلاق قرض تابعة للقرض 50 مليون € من SFI. تقديم قرض تخضع مليار درهم. تخفيض القيمة السهمية للبنك BMCE درهم 100 ودرهم 10. تعزيز مشاركة البنك في رأس مال بنك أفريقيا من 35٪ إلى 42.5٪
- 2009: نقل المصرف التجاري والصناعي في رأس مال البنك، 15.05 في المئة لصالح BFCM، بنك الائتمان الاتحادية. تعزيز مشاركة CM-CIC القابضة، من خلال BFCM في رأس مال البنك من 15.05٪ إلى 19.94 %.
- 2010: دخول صندوق الإيداع والتدبير في رأسمال البنك المغربي للتجارة الخارجية بنسبة تصل إلى 8%.
- 2017: البنك المغربي للتجارة الخارجية يطلق فرعاً له بنسبة مساهمة 51% وهو بنك التمويل والإنماء والذي يعتبر كبنك إسلامي.

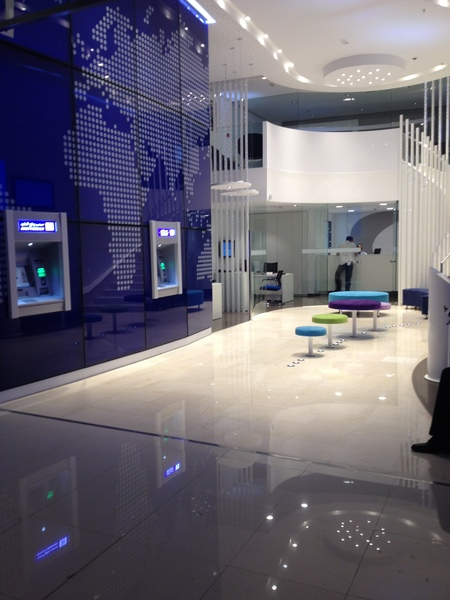
وكالة البنك المغربي للتجارة الخارجية في موروكو مول بالدار البيضاء

## تغيير الاسم
قام البنك المغربي للتجارة الخارجية بتغيير إسمه في عام 2015 إلى البنك المغربي للتجارة الخارجية لإفريقيا.
وفي سنة 2019 أعلن البنك عن تغيير إسمه إلى بنك أفريقيا.

## أرقام مفاتيح
البنك المغربي للتجارة الخارجية لإفريقيا أصبح متواجدً بـ 31 دولة في إفريقيا، أوروبا، وآسيا، وأمريكا الشمالية.
أما في المغرب لوحده فيتوفر البنك على :
- أكثر من 4592 مُتعاون.
- حوالي مليوني رصيد نشيط.
- شبكة من الوكالات تتعدى 600 منها 17 مركزا للأعمال وكذا التعاون.

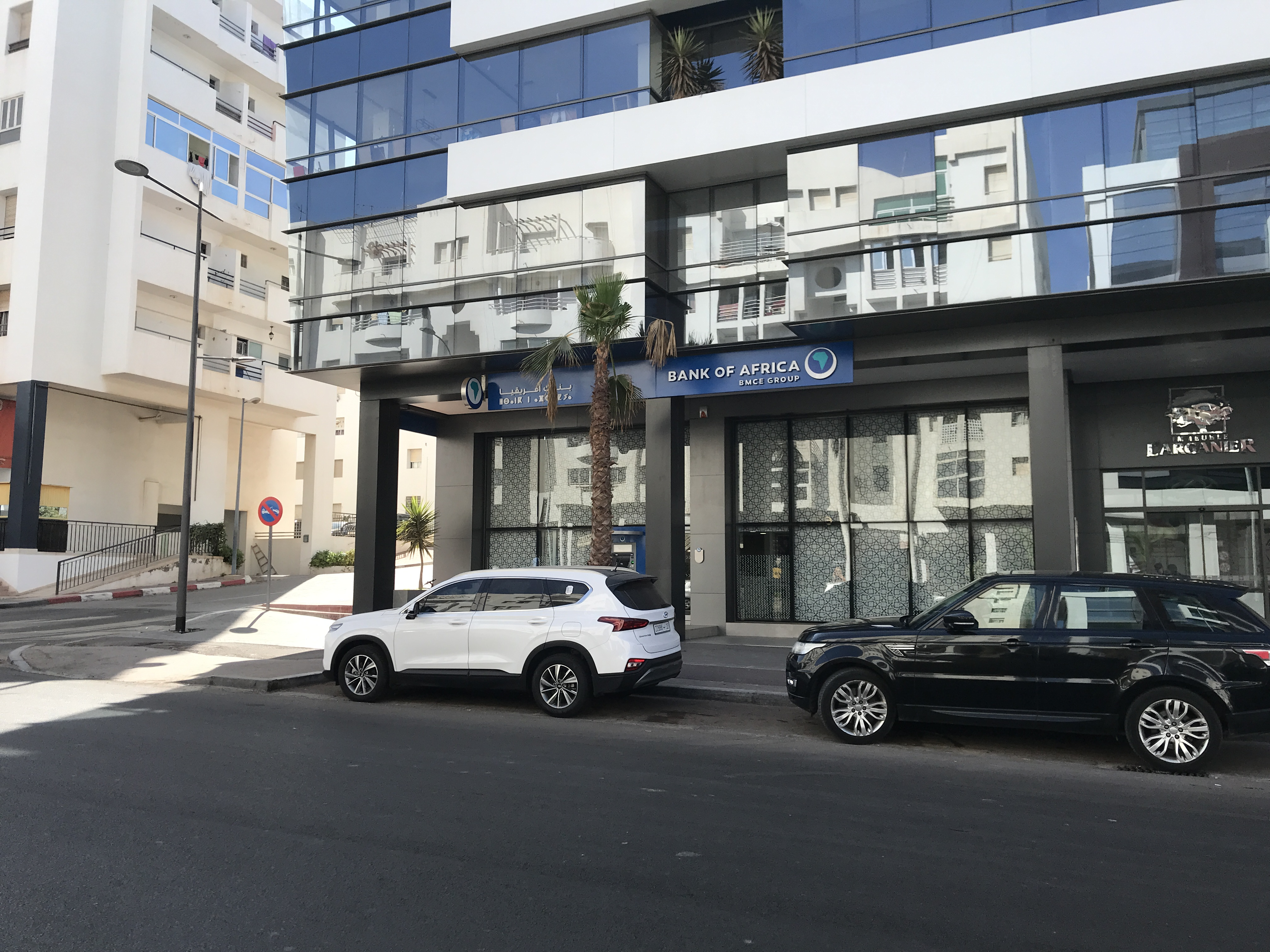
بنك أفريقيا

- أكثر من 150 منتج وخدمات مهداة.

## توزيع رأس المال
- فينونس كوم القابضة 37.41%.
- بورصة الدار البيضاء ومختلفون 25.18%.
- البنك التجاري والصناعي 15.04%.
- MAMDA / MCMA : %6.71
- كاجا ميديتيرانيو 5%
- CIMR : %4.67
- بانكو إسبيريتو سانتو2.77%
- عمال البنك 2.75%
- الشركة المركزية للتأمين0.47%

## وصلات خارجية
- الموقع الرسمي